# Mickaël Compagnion
 (juin 2015).
Si vous disposez d'ouvrages ou d'articles de référence ou si vous connaissez des sites web de qualité traitant du thème abordé ici, merci de compléter l'article en donnant les références utiles à sa vérifiabilité et en les liant à la section « Notes et références ».
 Mickaël Compagnion, né le 18 mai 1929 à Boulogne-Billancourt et mort à Annoux le 15 septembre 2011, est un peintre français.

## Biographie
Peintre figuratif, issu d'une famille originaire de la région parisienne, fils unique, dont le père est ingénieur des Travaux publics, Mickaël Compagnion fréquente le collège Sainte-Barbe à Paris et s'oriente vers les arts plastiques. Inscrit aux cours de dessin de la ville de Paris, il ne tarde pas à y être admis en 1946. Cette même année, il s'inscrit comme élève libre à l'École nationale supérieure des beaux-arts de Paris et intègre l'atelier de Jean Dupas. Il est reçu définitif en 1950 sous le numéro 8870. Jean Dupas ayant dû subir une intervention chirurgicale fut remplacé en 1951 par Edmond Heuzé. De 1949 à 1950, il fait un bref passage à l'Académie de René Jaudon et Baudry ainsi que chez Pierre-Henri Ducos de La Haille où il s'initie à la lithographie.
En 1951, Mickaël entreprend un voyage artistique en Italie. Boursier de la ville de Paris, il fait partie de la Casa de Velázquez. Cette année-là, il va en voyage d'études avec quelques condisciples à Altea où ils sont à la pension de famille « Fonda Miniana ». À son retour, il entre dans l'enseignement en qualité de professeur de dessin à la ville de Paris jusqu'en 1954, où il part à Pau, enseigner le dessin, dans un collège. Là, il fait la connaissance de Denise Bezard qu'il épouse la même année.
Dans le cadre d'une mission universitaire française au Maroc en 1957, il accepte un poste de professeur de dessin à Oujda, puis à Meknès et à Rabat. Ses nombreuses activités périscolaires l'amènent à s'occuper du festival de Volubilis où il reçoit les gens de la Comédie-Française. Président de l'Alliance française à Meknès. Organisateur du Salon d'automne de Casablanca où il met en valeur les jeunes artistes marocains.
Son contrat venant à expiration, il rentre en France et change d'orientation, tout en continuant à peindre. Reconverti dans l'industrie en qualité de dessinateur, aux services techniques, assistant d'architectes dans le cadre des essais de nouveaux matériaux au sein de chantiers témoins. De 1973 à 1986, date à laquelle il prend sa retraite, il est secrétaire du service des travaux neufs et de l'entretien des bâtiments de la Société Sintra (Thomson). Pendant toute cette période, il fait des moulages en résine, des cadrans solaires, réglés pour le lieu d'implantation, se passionne pour l'astrologie allant même jusqu'à l'interprétation des thèmes. Il réside avec son épouse depuis 1995 de façon définitive dans leur propriété bourguignonne.
Il meurt à Annoux le 15 septembre 2011 et est inhumé au cimetière du village le 20 septembre 2011.

## Récompenses
- 1950 : 1re médaille de la grande figure peinte.
- 1951 : 1re médaille de torse.
- 1951 : 1re médaille peinture de la tête d'expression.
- 1951 : prix Lefranc.
- 1951 : prix Rocheron.
- 1952 : 4e prix Chenavard.
- 1953 : prix de la Casa de Velázquez.

## Expositions
- Salon La Nationale, Sociétaire en 1952.
- Salon d'automne de Casablanca (Maroc) en 1957.
- Saint-Rémy-les-Chevreuse, 1988-1989.
- Dourdan, 1990-1991.
- Prieuré de Vausse en Bourgogne, 2004.
- Vézelay, salle gothique, juillet-août 2004.

## Collections publiques
- Paris, École nationale supérieure des beaux-arts.
- Madrid, collections de la Casa de Velázquez.

### Sources
- Registre des élèves de 1945 à 1957, cote AJ52-1353, archives de l'École nationale supérieure des beaux-arts de Paris.